# Haeckeliania longicilia
Haeckeliania longicilia is een vliesvleugelig insect uit de familie Trichogrammatidae. De wetenschappelijke naam is voor het eerst geldig gepubliceerd in 1997 door Lou & Cao.